# Peyroux (rivière)
Pour les articles homonymes, voir Peyroux.
Le Peyroux est une rivière française de Nouvelle-Aquitaine. Elle coule uniquement dans le département de la Creuse, c'est un affluent, rive gauche de la Gartempe, sous affluent de la Loire, par la Gartempe, la Creuse et la Vienne.

## Géographie
Le Peyroux prend sa source à 422 mètres d'altitude près de Bénévent-l'Abbaye, traverse l'étang de La Toueille, sur la commune de Le Grand-Bourg, puis la commune de Chamborand, et se jette dans la Gartempe à Saint-Étienne-de-Fursac, après un cours de 15,5 km.